# لا کامبرسیتا
لا کامبرسیتا (به اسپانیایی: La Cumbrecita) یک منطقهٔ مسکونی در آرژانتین است که در Santa María Department واقع شده‌است. لا کامبرسیتا ۱۸۹ نفر جمعیت دارد و ۱٬۴۵۰ متر بالاتر از سطح دریا واقع شده‌است.